# Zdenko
Zdenko oder Zdeno sind männliche Vornamen, die slawische Form des Namens Sidonius (latein für der aus Sidon stammende), der auf den heiligen Sidonius Apollinaris zurückgeht. Andere Quellen bestreiten die Beziehung zwischen Sidonius und Zdenko. Andere Erklärungen für den Namen sind als Koseform des Namens Zdeslav oder Zdenek, oder als eigenständiger Name gebildet aus den slawischen Worten zidati (bauen, errichten) oder zdenac (Brunnen) Angeblich auch mit dem Namen Sidney verwandt.
Der Name wird von slowakischen Staatsangehörigen getragen, kommt aber auch im Raum des ehemaligen Jugoslawiens vor. Der Namenstag ist der 9. Februar.

## Namensträger
- Zdeno Chára (* 1977), slowakischer Eishockeyspieler
- Zdeno Cíger (* 1969), slowakischer Eishockeyspieler und -trainer
- Zdeno Štrba (* 1976), slowakischer Fußballspieler
- Zdenko Baotić (* 1985), bosnisch-herzegowinisch-kroatischer Fußballtorwart
- Zdenko de Labun, tschechischer Gelehrter, Kaplan, Dekan und Propst
- Zdenko Ivanušić (* 1967), kroatischer Jazzmusiker
- Zdenko Jedvaj (* 1966), jugoslawisch-kroatischer Fußballspieler
- Zdenko Kobešćak (* 1943), jugoslawischer Fußballspieler
- Zdenko Kolar (* 1956), serbischer Bassgitarrist
- Zdenko von Sternberg auf Konopischt (1410–1476), böhmischer Adliger, Diplomat und Politiker
- Zdenko Kožul (* 1966), kroatischer Schachspieler
- Zdenko Loncar (* 1971), australischer Fußballtorwart
- Zdenko Miletić (* 1968), kroatischer Fußballtorwart
- Zdenko Paumgartten (1903–1984), österreichischer General der Infanterie
- Zdenko Runjić (1942–2004), jugoslawisch bzw. kroatischer Komponist und Musiker
- Zdenko Hans Skraup (1850–1910), böhmisch-österreichischer Chemiker
- Zdenko Trebuľa (* 1955), Politiker, Rechtsanwalt und ehemaliger Bürgermeister von Košice
- Zdenko Uzorinac (1929–2005), jugoslawischer Tischtennisspieler und Journalist
- Zdenko Verdenik (* 1949), slowenischer Fußballspieler und -trainer
- Zdenko von Forster zu Philippsberg (1860–1922), böhmisch-österreichischer Politiker
- Zdenko von Kraft (1886–1979), österreichischer Schriftsteller
- Zdenko Adalbert Popel von Lobkowitz (1568–1628), Oberstkanzler von Böhmen
- Zdenko Zorko (* 1950), jugoslawischer Handballspieler